# Marco Pozzi (hockeista su ghiaccio)
Marco Pozzi (Milano, 17 aprile 1988) è un hockeista su ghiaccio italiano, milita come attaccante nell'HC Valpellice Bulldogs, squadra della Italian Hockey League.

## Carriera

### Club
Pozzi è nato a Milano e lì si è formato hockeisticamente, nei Vipers, con cui ha esordito in massima serie nella stagione 2005-2006. Fece alcune apparizioni anche nelle stagioni successive, giocando tuttavia perlopiù nelle serie inferiori, nella seconda squadra dei Vipers (2005-2006) e nel Valpellice (2006-2007 e 2007-2008).
Dopo lo scioglimento dei Vipers passò al Varese, in seconda serie, per una stagione, prima di accasarsi nuovamente al Valpellice, ora promosso in massima serie. Coi piemontesi rimase fino al 2016, vincendo per due volte la Coppa Italia. Quando il Valpellice rinunciò all'iscrizione all'Alps Hockey League, autoretrocedendosi in terza serie, Pozzi fece ritorno a Milano, all'Hockey Milano Rossoblu che ha vinto la serie B e la Coppa Italia 2016-2017.
Nel successivo mese di giugno venne ufficializzato il suo passaggio alla neonata HCV Filatoio 2440, squadra di Torre Pellice iscritta alla IHL - I division col nome di ValpEagle, di cui Pozzi è anche socio.
Dopo la mancata promozione in IHL, nella stagione successiva Pozzi è rimasto al ValpEalge con il doppio ruolo di giocatore e direttore sportivo.

### Nazionale
Pozzi ha disputato due edizioni del campionato del mondo di hockey su ghiaccio Under-18 (nel 2005 in prima divisione, e nel 2006 in seconda) ed una di quello Under 20 (2007). Vanta una presenza anche con la nazionale maggiore.

## Palmarès
- Coppa Italia: 3

Valpellice: 2012-2013 e 2015-2016
Milano Rossoblu: 2016-2017